# Terminal de ferry de Swartz Bay
Le terminal des ferries de Swartz Bay est un important centre de transport de 12,1 ha situé à Swartz Bay (en) dans la municipalité de North Saanich, en Colombie-Britannique. Il est situé à 32 km au nord de Victoria, sur l'île de Vancouver. Le terminal fait partie du réseau de traversiers de la Colombie -Britannique ainsi que de la route 17.